# Conrad Adolphe de Dyhrn
Pour les autres membres de la famille, voir Famille de Dyhrn.
Conrad-Adolphe de Dyhrn, Freiherr de Schönau né le 21 novembre 1803 à Radzowice (en Silésie prussienne) mort le 2 décembre 1869 en ce même lieu) est un aristocrate prussien, une personnalité politique, un philosophe, un poète et un propriétaire terrien.

## Famille
Il est le fils de Ernst Karl Adolf comte von Dyhrn, Freiherr de Schönau (1769–1842), Directeur général de la région de Silésie et sa seconde épouse la comtesse Charlotte, née von Debschitz (de) († 1804).
Le comte Dyhrn ne s'est jamais marié et n'a aucun enfant, aussi le Majorat est-il transmis à l'unique fils de son frère, le comte Konrad Johannes von Dyhrn.

## Biographie
Konrad Adolf von Dyhrn reçoit ses cours de professeurs particuliers et les poursuit au Gymnasium réformé de Breslau et à l'académie de chevalerie (de) de Liegnitz. Son évidente corpulence et sa myopie l'exemptent de ses obligations militaires. Il étudie principalement à partir de 1823 à Berlin la philosophie, l'histoire et la littérature et se rend en 1830 pour compléter sa formation à Paris. Après la mort de son père, il reçoit le Majorat. En 1842, il est élu secrétaire général et en 1843 vice-président de l'Association centrale d'agriculture de Silésie.
En 1843, il rejoint le parti libéral et est en 1846 suppléant à la chambre de la noblesse de Œls. Élu au parlement uni prussien de 1847 ; il est le membre le plus libéral de la chambre des seigneurs, il se déclare pour l'émancipation des Juifs, l'abolition de la juridiction patrimoniale et du monopole du sel tout comme pour la périodicité des réunions du parlement uni prussien et exhorte une Prusse allemande. Après le soulèvement de mars 1848, il est dans le deuxième parlement uni prussien au sein du parti constitutionnel et est élu à Œls et Brieg, en tant que député suppléant à l'assemblée nationale. En tant que membre de la chambre des seigneurs de Prusse en 1849 tout comme de la nouvelle chambre des représentants de Prusse, il appartient à l'opposition à l'union d'Erfurt et aux réunions des chambres de 1850 jusqu'en 1852 à l'extrême gauche.
Le « gros Dyhrn » est, en raison de son caractère tranché, ses multiples connaissances et ses histoires pertinentes, une figure très populaire au sein du parlement. Depuis le 12 octobre 1854, il est membre héréditaire de la Herrenhaus, mais n'occupe pas son siège avant 1861. En tant que député de la circonscription électorale de Wrocław 3 (Groß Wartenberg – Œls), il appartient également à la constitution de la Confédération de l'Allemagne du Nord. Le Comte Dyhrn en 1827 apparaît en tant que dramaturge avec la tragédie “Konradins Tod“.

## Référence
1. ↑  Specht, Fritz / Schwabe, Paul: Die Reichstagswahlen von 1867 bis 1903. Eine Statistik der Reichstagswahlen nebst den Programmen der Parteien und einem Verzeichnis der gewählten Abgeordneten. 2. Aufl. Berlin: Verlag Carl Heymann, 1904, S.; 66

## Source
- Dictionnaire universel des Contemporains. Gustave Vapereau. 1865, Paris.